# МВА-62
МВА-62 – проект самолёта амфибии с вертикальным взлётом и посадкой, разработанный Робертом Бартини в 1962 году.
МВА-62 представляет собой «бесхвостку» с подъёмными двигателями в центроплане и маршевым двигателем в задней части центроплана, на пилоне. Плавучесть амфибии обеспечивали расположенные на концах центроплана, убираемые в полёте поплавки. Управление обеспечивалось струйными (на малых скоростях) и аэродинамическими рулями (на больших скоростях). МВА-62 имел катамаранную схему, что гарантировало устойчивость на плаву при волнении 4-5 баллов.

Аэродинамическая компоновка, газоструйная система управления, подъёмные двигатели, взлётно-посадочное устройство состоящее из надувных поплавков и другие элементы конструкции выглядели достаточно революционно для своего времени, что заставляло сомневаться в возможности практической реализации проекта. Однако практическая реализация проекта сулила необычайно широкие возможности: взлёт-посадка на воду или сушу практически в любом месте; высокая мореходность; ведение действий из положения дежурства на плаву; размещение на борту опускаемой гидроакустической станции и так далее. Проект МВА-62 послужил основой для создания амфибии ВВА-14.